# Takatoshi Furukawa
Takatoshi Furukawa (古川孝敏?, Furukawa Takatoshi; Tokyo, 20 ottobre 1987) è un cestista giapponese.

## Carriera
Con il Giappone ha disputato due edizioni dei Campionati asiatici (2015, 2017).